# إينوك أندوا
إينوك أندوا (بالإنجليزية: Ebo Andoh)‏ هو لاعب كرة قدم غاني في مركز نصف الجناح، ولد في 1993 في كوماسي في غانا. شارك مع منتخب غانا تحت 20 سنة لكرة القدم. أما مع النوادي، فقد لعب مع أيل ليماسول وبورت فايل.

## وصلات خارجية
- إينوك أندوا على موقع قاعدة بيانات كرة القدم.إي يو (الإنجليزية)
- إينوك أندوا على موقع Soccerbase.com (لاعب) (الإنجليزية)
- إينوك أندوا على موقع Soccerway.com (الإنجليزية)